# Barbula costa-ricensis
Barbula costa-ricensis är en bladmossart som beskrevs av Ferdinand François Gabriel Renauld och Jules Cardot 1892. Barbula costa-ricensis ingår i släktet neonmossor, och familjen Pottiaceae. Inga underarter finns listade i Catalogue of Life.